# La Rue-Saint-Pierre (Seine-Maritime)
La Rue-Saint-Pierre ist eine französische Gemeinde mit 784 Einwohnern (Stand: 1. Januar 2022) im Département Seine-Maritime in der Region Normandie. Sie gehört zum Arrondissement Rouen und zum Kanton Le Mesnil-Esnard (bis 2015: Kanton Clères). Die Einwohner werden Bocassiens genannt.

## Geographie
La Rue-Saint-Pierre liegt etwa 18 Kilometer nordnordöstlich von Rouen. Umgeben wird La Rue-Saint-Pierre von den Nachbargemeinden Yquebeuf im Norden, Estouteville-Écalles im Nordosten, Vieux-Manoir im Osten, Longuerue im Südosten, Pierreval im Süden, Saint-André-sur-Cailly im Westen und Südwesten sowie Cailly im Nordwesten.
Am Ostrand der Gemeinde führt die Autoroute A28 entlang.

## Bevölkerungsentwicklung
| 1962                      | 1968 | 1975 | 1982 | 1990 | 1999 | 2006 | 2013 |
| ------------------------- | ---- | ---- | ---- | ---- | ---- | ---- | ---- |
| 276                       | 264  | 260  | 360  | 427  | 498  | 573  | 772  |
| Quelle: Cassini und INSEE |      |      |      |      |      |      |      |

## Sehenswürdigkeiten
- Kirche Saint-Pierre, weitgehend im 18. Jahrhundert wieder errichtet
- Kapelle und Herrenhaus von Mesnil-Godefroy